# UEFA Champions League 2010-2011 (fase a eliminazione diretta)
La fase a eliminazione diretta è iniziata il 15 febbraio 2011 ed è terminata il 28 maggio 2011 con la finale al Wembley Stadium di Londra con il Barcellona che ha battuto per 3-1 il Manchester United.

## Tabellone
|  | Ottavi di finale    | Ottavi di finale | Ottavi di finale | Ottavi di finale |   |             | Quarti di finale | Quarti di finale | Quarti di finale | Quarti di finale |  |             | Semifinali | Semifinali | Semifinali | Semifinali |            |   | Finale | Finale |
|  |                     |                  |                  |                  |   |             |                  |                  |                  |                  |  |             |            |            |            |            |            |   |        |        |
|  | Olympique Lione     | 1                | 0                | 1                |   |             |                  |                  |                  |                  |  |             |            |            |            |            |            |   |        |        |
|  | Real Madrid         | 1                | 3                | 4                |   |             |                  |                  |                  |                  |  |             |            |            |            |            |            |   |        |        |
|  | Real Madrid         | 1                | 3                | 4                |   | Real Madrid | 4                | 1                | 5                |                  |  |             |            |            |            |            |            |   |        |        |
|  |                     |                  |                  |                  |   | Real Madrid | 4                | 1                | 5                |                  |  |             |            |            |            |            |            |   |        |        |
|  |                     | Tottenham        | 0                | 0                | 0 |             |                  |                  |                  |                  |  |             |            |            |            |            |            |   |        |        |
|  | Milan               | Tottenham        | 0                | 0                | 0 | 0           | 0                | 0                |                  |                  |  |             |            |            |            |            |            |   |        |        |
|  | Milan               |                  |                  |                  |   | 0           | 0                | 0                |                  |                  |  |             |            |            |            |            |            |   |        |        |
|  | Tottenham           | 1                | 0                | 1                |   |             |                  |                  |                  |                  |  |             |            |            |            |            |            |   |        |        |
|  | Tottenham           | 1                | 0                | 1                |   |             |                  |                  |                  |                  |  | Real Madrid | 0          | 1          | 1          |            |            |   |        |        |
|  |                     |                  |                  |                  |   |             |                  |                  |                  |                  |  | Real Madrid | 0          | 1          | 1          |            |            |   |        |        |
|  |                     | Barcellona       | 2                | 1                | 3 |             |                  |                  |                  |                  |  |             |            |            |            |            |            |   |        |        |
|  | Arsenal             | Barcellona       | 2                | 1                | 3 | 2           | 1                | 3                |                  |                  |  |             |            |            |            |            |            |   |        |        |
|  | Arsenal             |                  |                  |                  |   | 2           | 1                | 3                |                  |                  |  |             |            |            |            |            |            |   |        |        |
|  | Barcellona          | 1                | 3                | 4                |   |             |                  |                  |                  |                  |  |             |            |            |            |            |            |   |        |        |
|  | Barcellona          | 1                | 3                | 4                |   | Barcellona  | 5                | 1                | 6                |                  |  |             |            |            |            |            |            |   |        |        |
|  |                     |                  |                  |                  |   | Barcellona  | 5                | 1                | 6                |                  |  |             |            |            |            |            |            |   |        |        |
|  |                     | Šachtar          | 1                | 0                | 1 |             |                  |                  |                  |                  |  |             |            |            |            |            |            |   |        |        |
|  | Roma                | Šachtar          | 1                | 0                | 1 | 2           | 0                | 2                |                  |                  |  |             |            |            |            |            |            |   |        |        |
|  | Roma                |                  |                  |                  |   | 2           | 0                | 2                |                  |                  |  |             |            |            |            |            |            |   |        |        |
|  | Šachtar             | 3                | 3                | 6                |   |             |                  |                  |                  |                  |  |             |            |            |            |            |            |   |        |        |
|  | Šachtar             | 3                | 3                | 6                |   |             |                  |                  |                  |                  |  |             |            |            |            |            | Barcellona | 3 |        |        |
|  |                     |                  |                  |                  |   |             |                  |                  |                  |                  |  |             |            |            |            |            |            | 3 |        |        |
|  |                     | Manchester Utd   | 1                |                  |   |             |                  |                  |                  |                  |  |             |            |            |            |            |            |   |        |        |
|  | Inter (gfc)         | Manchester Utd   | 1                | 0                | 3 | 3           |                  |                  |                  |                  |  |             |            |            |            |            |            |   |        |        |
|  | Inter (gfc)         |                  |                  | 0                | 3 | 3           |                  |                  |                  |                  |  |             |            |            |            |            |            |   |        |        |
|  | Bayern Monaco       | 1                | 2                | 3                |   |             |                  |                  |                  |                  |  |             |            |            |            |            |            |   |        |        |
|  | Bayern Monaco       | 1                | 2                | 3                |   | Inter       | 2                | 1                | 3                |                  |  |             |            |            |            |            |            |   |        |        |
|  |                     |                  |                  |                  |   | Inter       | 2                | 1                | 3                |                  |  |             |            |            |            |            |            |   |        |        |
|  |                     | Schalke 04       | 5                | 2                | 7 |             |                  |                  |                  |                  |  |             |            |            |            |            |            |   |        |        |
|  | Valencia            | Schalke 04       | 5                | 2                | 7 | 1           | 1                | 2                |                  |                  |  |             |            |            |            |            |            |   |        |        |
|  | Valencia            |                  |                  |                  |   | 1           | 1                | 2                |                  |                  |  |             |            |            |            |            |            |   |        |        |
|  | Schalke 04          | 1                | 3                | 4                |   |             |                  |                  |                  |                  |  |             |            |            |            |            |            |   |        |        |
|  | Schalke 04          | 1                | 3                | 4                |   |             |                  |                  |                  |                  |  | Schalke 04  | 0          | 1          | 1          |            |            |   |        |        |
|  |                     |                  |                  |                  |   |             |                  |                  |                  |                  |  | Schalke 04  | 0          | 1          | 1          |            |            |   |        |        |
|  |                     | Manchester Utd   | 2                | 4                | 6 |             |                  |                  |                  |                  |  |             |            |            |            |            |            |   |        |        |
|  | Copenaghen          | Manchester Utd   | 2                | 4                | 6 | 0           | 0                | 0                |                  |                  |  |             |            |            |            |            |            |   |        |        |
|  | Copenaghen          |                  |                  |                  |   | 0           | 0                | 0                |                  |                  |  |             |            |            |            |            |            |   |        |        |
|  | Chelsea             | 2                | 0                | 2                |   |             |                  |                  |                  |                  |  |             |            |            |            |            |            |   |        |        |
|  | Chelsea             | 2                | 0                | 2                |   | Chelsea     | 0                | 1                | 1                |                  |  |             |            |            |            |            |            |   |        |        |
|  |                     |                  |                  |                  |   | Chelsea     | 0                | 1                | 1                |                  |  |             |            |            |            |            |            |   |        |        |
|  |                     | Manchester Utd   | 1                | 2                | 3 |             |                  |                  |                  |                  |  |             |            |            |            |            |            |   |        |        |
|  | Olympique Marsiglia | Manchester Utd   | 1                | 2                | 3 | 0           | 1                | 1                |                  |                  |  |             |            |            |            |            |            |   |        |        |
|  | Olympique Marsiglia |                  |                  |                  |   | 0           | 1                | 1                |                  |                  |  |             |            |            |            |            |            |   |        |        |
|  | Manchester Utd      | 0                | 2                | 2                |   |             |                  |                  |                  |                  |  |             |            |            |            |            |            |   |        |        |

## Ottavi di finale

### Sorteggio
Ogni squadra arrivata prima nel proprio gruppo gioca contro una squadra arrivata seconda e viceversa e non si possono affrontare squadre della stessa nazione o provenienti dallo stesso gruppo.
Tali accoppiamenti sono stati sorteggiati con il seguente esito:
1. Roma - Šachtar
2. Milan - Tottenham
3. Valencia - Schalke 04
4. Inter - Bayern Monaco
5. Olympique Lione - Real Madrid
6. Arsenal - Barcellona
7. Olympique Marsiglia - Manchester Utd
8. Copenaghen - Chelsea

### Riassunto delle partite
Allo stadio San Siro, il Tottenham batte il Milan per 1-0 con rete di Crouch all'80', che finalizza un perfetto contropiede di Lennon superando il portiere avversario Amelia. Nella gara di ritorno al White Hart Lane, gli italiani si rendono più propositivi in fase offensiva, sfiorando diverse volte il gol, ma la difesa inglese regge bene l'urto, complice anche l'ottima prestazione del portiere Gomes, facendo terminare dunque l'incontro sullo 0-0; risultato che consente ai londinesi di raggiungere per la prima volta i quarti di finale della competizione sull'aggregato totale di 1-0 nel doppio confronto. Per i milanesi si tratta inoltre della terza eliminazione consecutiva nelle ultime quattro edizioni della manifestazione per mano di una formazione inglese, nonché della terza di fila agli ottavi di finale.
Al Mestalla, il Valencia e lo Schalke 04 pareggiano per 1-1: alla rete iniziale di Soldado per i padroni di casa al 17' risponde il gol di Raúl al 64' per gli ospiti. Nella partita di ritorno alla Veltins-Arena, gli spagnoli passano in vantaggio con il colpo di testa di Ricardo Costa al 17', ma vengono poi raggiunti dai tedeschi al 40' in virtù del gol di Farfán su calcio di punizione. Nel secondo tempo, i teutonici segnano la rete del sorpasso al 52' con Gavranović, per poi archiviare il discorso qualificazione grazie alla marcatura in pieno recupero di Farfán, che firma la doppietta personale e sigla il 3-1 finale, permettendo così allo Schalke 04 di accedere al turno successivo sul risultato complessivo di 4-2 nella doppia sfida.
All'Olimpico, la Roma passa avanti al 28' con il colpo di testa di Perrotta, ma nel giro di quindici minuti viene prima raggiunta e poi superata dallo Šachtar in virtù delle reti di Jádson, Douglas Costa e Luiz Adriano, cui segue l'inutile marcatura di Ménez al 61' che non evita difatti la sconfitta finale per 3-2. Nel match di ritorno alla Donbas Arena, gli ucraini prevalgono nuovamente sugli italiani, imponendosi con un netto 3-0 grazie ai gol di Hübschman, Willian e Eduardo, ottenendo così il passaggio del turno con un aggregato totale di 6-2 nel doppio confronto.
All'Emirates Stadium, l'Arsenal sconfigge il Barcellona per 2-1: la rete di van Persie al 78' e quella di Aršavin all'83' rimontano il vantaggio iniziale di Villa al 26'. Nella gara di ritorno al Camp Nou, gli spagnoli segnano per primi con un pregevole pallonetto di Messi nel recupero del primo tempo, però gli inglesi pervengono al pareggio grazie all'autogol di Busquets al 53', che insacca nella propria porta con un colpo di testa sugli sviluppi di un calcio d'angolo avversario. Approfittando della successiva espulsione di van Persie a discapito dei londinesi, comminata dall'arbitro Eriksson per doppia ammonizione poiché l'attaccante olandese aveva allontanato il pallone dopo un suo fischio, i catalani tornano tuttavia avanti al 69' con Xavi, per poi chiudere il discorso qualificazione grazie ad un'altra rete di Messi, che due minuti dopo firma la doppietta personale su calcio di rigore, concesso dal fischietto svedese per un intervento scomposto di Koscielny ai danni di Pedro, e sigla il 3-1 finale, che consente dunque al Barcellona di raggiungere il turno seguente sul risultato complessivo di 4-3.
Al Parken Stadium, il Chelsea supera per 2-0 il Copenaghen in virtù della doppietta di Anelka, le cui reti, una per tempo, permettono appunto ai suoi di imporsi nettamente in trasferta. La partita di ritorno allo Stamford Bridge si rivela quindi una formalità per gli inglesi, che si limitano a gestire il doppio vantaggio nei confronti dei danesi, pareggiando per 0-0 senza troppi patemi e accedendo così ai quarti di finale sull'aggregato totale di 2-0 nel doppio confronto.
Allo Stade de Gerland, l'Olympique Lione e il Real Madrid pareggiano per 1-1: al gol iniziale di Benzema per gli ospiti al 65' risponde la rete di Gomis per i padroni di casa all'83'. Nel match di ritorno al Bernabéu, gli spagnoli hanno la meglio sui francesi con un netto 3-0 grazie alle marcature di Marcelo, Benzema e Di María, che consentono dunque al Real Madrid di passare il turno sul risultato complessivo di 4-1 nella doppia sfida. I madridisti si qualificano così ai quarti di finale dopo aver subìto sei eliminazioni consecutive agli ottavi nelle precedenti edizioni, riuscendo a battere inoltre per la prima volta i francesi nella competizione, i quali si resero tra l'altro protagonisti della loro eliminazione nell'edizione passata.
Al Vélodrome, l'Olympique Marsiglia blocca sullo 0-0 il ben più quotato Manchester Utd, sfornando un'ottima prestazione difensiva. Nella gara di ritorno all'Old Trafford, gli inglesi prevalgono tuttavia per 2-1 grazie alla doppietta di Hernández, cui segue l'inutile autorete di Brown a favore dei francesi, propiziata da un calcio d'angolo battuto da Valbuena, che permette appunto ai padroni di casa di approdare al turno successivo sull'aggregato totale di 2-1 nel doppio confronto.
Al Meazza, i campioni in carica dell'Inter affrontano il Bayern Monaco in una rievocazione della precedente finale della manifestazione, venendo sconfitti per 1-0 in virtù della marcatura di Gómez al 90'. Nella partita di ritorno all'Allianz Arena, gli italiani passano in vantaggio al 4' con Eto'o, ma vengono rimontati subito dalle reti tedesche di Gómez al 21' e di Müller al 31'. I milanesi trovano tuttavia prima il pari con Sneijder al 63' e poi anche il gol del definitivo 3-2 ad opera di Pandev all'88', il cui sinistro a giro da fuori area pesca l'incrocio dei pali, consentendo così all'Inter di passare il turno grazie alla regola dei gol in trasferta sul punteggio complessivo di 3-3 e di battere nuovamente i bavaresi.

### Andata
| Arbitro: | Stéphane Lannoy |

|  |           |            |
|  | Marcatori | 80’ Crouch |

| Arbitro: | Aleksei Nikolaev |

|             |           |          |
| Soldado 17’ | Marcatori | 64’ Raúl |

| Arbitro: | Olegário Benquerença |

|                        |           |                                               |
| Perrotta 28’ Ménez 61’ | Marcatori | 29’ Jádson 36’ Douglas Costa 41’ Luiz Adriano |

| Arbitro: | Nicola Rizzoli |

|                             |           |           |
| Van Persie 78’ Arshavin 83’ | Marcatori | 26’ Villa |

| Arbitro: | Björn Kuipers |

|  |           |                 |
|  | Marcatori | 17’, 54’ Anelka |

| Arbitro: | Wolfgang Stark |

|           |           |             |
| Gomis 83’ | Marcatori | 65’ Benzema |

| Marsiglia 23 febbraio 2011, ore 20:45 CET | Olympique Marsiglia | 0 – 0 referto | Manchester Utd | Stadio Vélodrome (57 957 spett.)\| Arbitro: \| Felix Brych \| |
| Arbitro:                                  | Felix Brych         |               |                |                                                               |

| Arbitro: | Viktor Kassai |

|  |           |           |
|  | Marcatori | 90’ Gómez |

### Ritorno
| Arbitro: | Howard Webb |

|                                       |           |  |
| Hübschman 18’ Willian 58’ Eduardo 87’ | Marcatori |  |

| Arbitro: | Massimo Busacca |

|                                  |           |                     |
| Messi 45+3’, 71’ (rig.) Xavi 69’ | Marcatori | 53’ (aut.) Busquets |

| Londra 9 marzo 2011, ore 20:45 CET | Tottenham          | 0 – 0 (1-0 tot.) referto | Milan | White Hart Lane (34 320 spett.)\| Arbitro: \| Frank De Bleeckere \| |
| Arbitro:                           | Frank De Bleeckere |                          |       |                                                                     |

| Arbitro: | Jonas Eriksson |

|                                  |           |                   |
| Farfán 40’, 90+4’ Gavranović 52’ | Marcatori | 17’ Ricardo Costa |

| Arbitro: | Carlos Velasco Carballo |

|                      |           |                  |
| J. Hernández 5’, 75’ | Marcatori | 82’ (aut.) Brown |

| Arbitro: | Pedro Proença |

|                      |           |                                  |
| Gómez 21’ Müller 31’ | Marcatori | 4’ Eto'o 63’ Sneijder 88’ Pandev |

| Londra 16 marzo 2011, ore 20:45 CET | Chelsea           | 0 – 0 (2-0 tot.) referto | Copenaghen | Stamford Bridge (36 454 spett.)\| Arbitro: \| Svein Oddvar Moen \| |
| Arbitro:                            | Svein Oddvar Moen |                          |            |                                                                    |

| Arbitro: | Damir Skomina |

|                                      |           |  |
| Marcelo 37’ Benzema 66’ Di María 76’ | Marcatori |  |

### Tabella riassuntiva
| Squadra 1    | Totale      | Squadra 2         | Andata | Ritorno |
| ------------ | ----------- | ----------------- | ------ | ------- |
| Roma         | 2 - 6       | Šachtar           | 2 - 3  | 0 - 3   |
| Milan        | 0 - 1       | Tottenham         | 0 - 1  | 0 - 0   |
| Valencia     | 2 - 4       | Schalke 04        | 1 - 1  | 1 - 3   |
| Inter        | 3 - 3 (gfc) | Bayern Monaco     | 0 - 1  | 3 - 2   |
| O. Lione     | 1 - 4       | Real Madrid       | 1 - 1  | 0 - 3   |
| Arsenal      | 3 - 4       | Barcellona        | 2 - 1  | 1 - 3   |
| O. Marsiglia | 1 - 2       | Manchester United | 0 - 0  | 1 - 2   |
| Copenaghen   | 0 - 2       | Chelsea           | 0 - 2  | 0 - 0   |

## Sorteggio dei quarti di finale, delle semifinali e della finale
L'esito del sorteggio (senza limitazioni) degli accoppiamenti per i quarti di finale e le semifinali e dell'ordine di abbinamento della finale è stato il seguente:
1. Inter - Schalke 04
2. Chelsea - Manchester Utd
3. Real Madrid - Tottenham
4. Barcellona - Šachtar

## Quarti di finale

### Riassunto delle partite
Al Bernabéu, il Real Madrid vince nettamente contro il Tottenham per 4-0, frutto della doppietta di Adebayor e delle reti di Di María e Cristiano Ronaldo, ipotecando prematuramente la qualificazione. Nella gara di ritorno al White Hart Lane, gli spagnoli prevalgono nuovamente sugli inglesi per 1-0 grazie al gol di Ronaldo al 50', passando difatti per la prima volta dopo otto anni in semifinale con un risultato complessivo di 5-0 nel doppio confronto.
Al Meazza, i campioni in carica dell'Inter passano immediatamente in vantaggio contro lo Schalke 04 in virtù della rete di Stanković al 1', che con uno splendido destro al volo da cinquanta metri supera il portiere avversario Neuer, uscito in precedenza dall'area piccola per contrastare un lancio lungo di Cambiasso. Al 17' i tedeschi pervengono al pareggio con Matip sugli sviluppi di un calcio d'angolo, cui segue prima il gol del sorpasso al 34' degli italiani con Milito e poi la marcatura del nuovo pari teutonico ad opera di Edu al 40'. Nel secondo tempo, i padroni di casa crollano tuttavia clamorosamente sotto i colpi degli ospiti, che segnano al 53' con Raúl e al 57' con un'autorete di Ranocchia, che insacca nella propria porta nel tentativo di deviare un cross di Jurado. Sfruttando la successiva espulsione di Chivu per doppia ammonizione, i tedeschi dilagano con un altro gol di Edu al 75', che firma la doppietta personale, e fissa il punteggio finale sul 5-2. Nella partita di ritorno alla Veltins-Arena, i teutonici sconfiggono nuovamente i milanesi per 2-1 con le marcature di Raúl al 45' e di Höwedes all'81', intervallate dall'inutile rete di Thiago Motta al 49', che permettono così allo Schalke 04 di estromettere appunto i detentori del trofeo con un largo aggregato totale di 7-3 nella doppia sfida e di raggiungere per la prima volta la semifinale della competizione.
Allo Stamford Bridge, il Manchester Utd espugna il campo dei connazionali del Chelsea per 1-0 con rete di Rooney al 24', venendo salvato anche dall'apporto del proprio portiere van der Sar, autore di fondamentali parate ai fini della vittoria. Nel match di ritorno all'Old Trafford, i mancuniani si impongono nuovamente sui londinesi per 2-1 grazie ai gol di Hernández e Park, inframezzati dall'inutile marcatura di Drogba, che consentono così ai Red Devils di agguantare la semifinale sul risultato complessivo di 3-1.
Al Camp Nou, il Barcellona travolge lo Šachtar con un perentorio 5-1: i padroni di casa passano avanti dopo appena due minuti con Iniesta, per poi segnare altre due volte con Dani Alves al 34' e con Piqué al 53'. Gli ospiti sembrano riaprire la gara con la rete di Rakyc'kyj al 60', ma un minuto dopo i catalani ristabiliscono le distanze con il gol di Keita, cui segue l'ulteriore marcatura di Xavi all'86' che chiude prematuramente il discorso qualificazione. La partita di ritorno alla Donbass Arena si rivela infatti una formalità per gli spagnoli, che battono nuovamente gli ucraini per 1-0 con gol di Messi al 43', passando in semifinale con un aggregato totale di 6-1 nel doppio confronto.

### Andata
| Arbitro: | Felix Brych |

|                                              |           |  |
| Adebayor 4’, 57’ Di María 72’ C. Ronaldo 87’ | Marcatori |  |

| Arbitro: | Martin Atkinson |

|                         |           |                                                      |
| Stanković 1’ Milito 34’ | Marcatori | 17’ Matip 40’, 75’ Edu 53’ Raúl 57’ (aut.) Ranocchia |

| Arbitro: | Alberto Undiano Mallenco |

|  |           |            |
|  | Marcatori | 24’ Rooney |

| Arbitro: | Craig Thomson |

|                                                        |           |               |
| Iniesta 2’ Dani Alves 34’ Piqué 53’ Keita 61’ Xavi 86’ | Marcatori | 60’ Rakitskiy |

### Ritorno
| Arbitro: | Florian Meyer |

|  |           |           |
|  | Marcatori | 43’ Messi |

| Arbitro: | Olegário Benquerença |

|                           |           |            |
| J. Hernández 43’ Park 78’ | Marcatori | 77’ Drogba |

| Arbitro: | Damir Skomina |

|                      |           |                  |
| Raúl 45’ Höwedes 81’ | Marcatori | 49’ Thiago Motta |

| Arbitro: | Nicola Rizzoli |

|  |           |                |
|  | Marcatori | 50’ C. Ronaldo |

### Tabella riassuntiva
| Squadra 1   | Totale | Squadra 2         | Andata | Ritorno |
| ----------- | ------ | ----------------- | ------ | ------- |
| Inter       | 3 - 7  | Schalke 04        | 2 - 5  | 1 - 2   |
| Chelsea     | 1 - 3  | Manchester United | 0 - 1  | 1 - 2   |
| Real Madrid | 5 - 0  | Tottenham         | 4 - 0  | 1 - 0   |
| Barcellona  | 6 - 1  | Šachtar           | 5 - 1  | 1 - 0   |

## Semifinali

### Riassunto delle partite
Alla Veltins-Arena, il Manchester Utd batte senza troppi problemi lo Schalke 04 per 2-0 grazie alle reti di Giggs e Rooney, entrambe avvenute nel giro di due minuti tra il 67' e il 69', non riuscendo però a dilagare nel punteggio per via di una grande prestazione del portiere avversario Neuer. Nella gara di ritorno all'Old Trafford, gli inglesi prevalgono nuovamente sui tedeschi con un netto 4-1 in virtù della doppietta di Anderson e delle marcature di Valencia e Gibson (di Jurado l'unica rete ospite), che permettono appunto ai mancuniani di raggiungere la finale della competizione sul risultato complessivo di 6-1 nel doppio confronto, a distanza di due anni dall'ultima disputata.
Al Bernabéu, il Barcellona supera i connazionali del Real Madrid per 2-0 grazie alla doppietta di Messi, che consente così ai suoi di imporsi nettamente in trasferta e di avere un gran vantaggio in vista della seconda gara. Nella partita di ritorno al Camp Nou, i catalani e i madridisti pareggiano per 1-1: alla rete iniziale di Pedro al 54' per i padroni di casa risponde il gol di Marcelo per gli ospiti dieci minuti dopo. Tale risultato permette appunto al Barcellona di agguantare la finale della manifestazione sull'aggregato totale di 3-1, a due anni di distanza dall'ultima disputata proprio contro il Manchester Utd.

### Andata
| Arbitro: | Carlos Velasco Carballo |

|  |           |                      |
|  | Marcatori | 67’ Giggs 69’ Rooney |

| Arbitro: | Wolfgang Stark |

|  |           |                |
|  | Marcatori | 76’, 87’ Messi |

### Ritorno
| Arbitro: | De Bleeckere |

|           |           |             |
| Pedro 54’ | Marcatori | 64’ Marcelo |

| Arbitro: | Pedro Proença |

|                                           |           |            |
| Valencia 26’ Gibson 31’ Anderson 72’, 76’ | Marcatori | 35’ Jurado |

### Tabella riassuntiva
| Squadra 1   | Totale | Squadra 2         | Andata | Ritorno |
| ----------- | ------ | ----------------- | ------ | ------- |
| Schalke 04  | 1 - 6  | Manchester United | 0 - 2  | 1 - 4   |
| Real Madrid | 1 - 3  | Barcellona        | 0 - 2  | 1 - 1   |

## Finale
| Arbitro: | Viktor Kassai |

|                               |           |            |
| Pedro 27’ Messi 54’ Villa 69’ | Marcatori | 34’ Rooney |